# José Francisco López
José Francisco López (Concepción, Argentina, 20 de octubre de 1960) es un ingeniero civil argentino. Después de ocupar distintos cargos públicos fue designado secretario de Obras Públicas de la Nación por el presidente Néstor Kirchner en el 2003 y después, para el mismo cargo, por Cristina Fernández de Kirchner, cesando el 9 de diciembre de 2015. En las elecciones provinciales de 2015, fue elegido como diputado del Parlamento del Mercosur por la provincia de Tucumán. En 2019 fue condenado a la pena de seis años de prisión por enriquecimiento ilícito e inhabilitación absoluta perpetua para ejercer cargos públicos.

## Biografía

### Comienzos
En 1986 obtuvo su título de ingeniero civil en la Facultad de Ciencias Exactas y Tecnología de la Universidad Nacional de Tucumán. En 1988 fue nombrado en el departamento de Ingeniería en la municipalidad de Río Gallegos. Accedió  a la función pública como Secretario de Obras Públicas y Urbanismo de la Municipalidad  de Río Gallegos entre 1990 y 1991, luego fue entre 1992 y 1993 vocal del Directorio de la Administración General de Vialidad Provincial de Santa Cruz y a continuación hasta 2003, Presidente del Directorio del Instituto de Desarrollo Urbano y Vivienda de la Provincia de Santa Cruz. Entre el 2003 y 2004 fue nombrado Subsecretario de Vivienda y Desarrollo Urbano. El 28 de julio del 2004 fue nombrado Secretario de Obra Pública.

### Secretario de Obra Públicas de la Nación (2003-2015)
En 2003 fue elegido Secretario de Obra Públicas de la Nación bajo la órbita del Ministerio de Planificación que comandaba Julio de Vido. López fue un hombre de confianza de Néstor Kirchner y segundo del ministro Julio de Vido. En su cargo en Planificación manejó una caja de alrededor de 32 mil millones de pesos y su patrimonio, hasta su declaración del año 2011, había crecido siete veces.
También tuvo entre 1992 y 1993 el cargo de representante de la Provincia de Santa Cruz ante el Consejo Interprovincial de Ministros de Obras Públicas, integró entre 1994 y 2003 el Consejo Nacional de la Vivienda de la Nación y entre 1995 y 1996 el Comité Ejecutivo del Consejo Nacional de la Vivienda.

### Diputado del Parlasur (2015-2016)
En las elecciones provinciales de 2015, fue elegido como diputado del Parlamento del Mercosur por la provincia de Tucumán. Cuando se trató acerca de los “Parlamentarios” del Parlasur fue uno de los que más impulsaba la “inmunidad” para los mismos. Luego de su detención, el bloque del Frente para la Victoria del Parlasur expulsó a López de su bloque y solicitó la exclusión de dicho parlamentario. El 21 de junio de 2016, el cuerpo del Parlamento del Mercosur trató el dictamen para separar del cuerpo a López, que había sido impulsado por distintos bloques, el Frente para la Victoria, el Frente UNA y Cambiemos, pero no se aprobó el mismo debido a las abstenciones de los representantes del bloque Integración Democrática, al cual pertenecen los legisladores de Cambiemos. Mariana Zuvic, de Cambiemos, que había presentado una propuesta para excluir a López del Parlamento, justificó su abstención porque "si se votaba la expulsión, al no haberse dado con el debido proceso, podría ser declarada nula más adelante".
A fines de julio de 2016 López presentó su renuncia como diputado del Parlasur, que quedó a consideración del cuerpo ya que el reglamento interno dispone que no puede hacerse efectiva si hay un procedimiento disciplinario en marcha.

## Causas judiciales

### Condena por enriquecimiento ilícito
López fue investigado, desde 2008, por supuesto enriquecimiento ilícito en una causa que tramitaba ante el juez federal Daniel Rafecas, con intervención del fiscal Federico Delgado, quien como consecuencia del episodio del 14 de junio de 2016 solicitó al juez, el mismo día, que también se dispusiera la detención de López en dicha causa. El 30 de junio de 2016 el juez dispuso el procesamiento por el delito de enriquecimiento ilícito y un embargo por 200 millones de pesos sobre sus bienes. Por lo ocurrido en el mismo episodio del 14 de junio el juez de garantías de Moreno, Gabriel Castroserá decretó su prisión preventiva por el delito de tenencia ilegal de armas. En la causa por presunto enriquecimiento ilícito, López prestó declaración indagatoria el 11 de agosto de 2016 manifestando que el dinero pertenece a la política, no a él, que nunca se enriqueció con los cargos y en otro momento lo va a explicar.
En junio de 2016 el juez federal Marcelo Martínez de Giorgi citó a José Francisco López a indagatoria al igual que a otros antiguos funcionarios, Hebe de Bonafini y los hermanos Sergio y Pablo Schoklender, en una causa en la cual la "hipótesis delictiva" del juez es que los Schoklender gestionaron y obtuvieron ilegítimamente, mediante la utilización de la Fundación Asociación Madres de Plaza de Mayo de la cual eran apoderados, fondos de la Secretaría de Obras Públicas, dependiente del Ministerio de Planificación Federal, cuyo secretario era López, pues una parte de esos fondos se sustrajo de su destino específico, que era la construcción de viviendas sociales conforme al plan Sueños Compartidos, en perjuicio de las arcas del Estado.
En octubre de 2017 López pactó en un juicio abreviado en el cual reconoció la culpabilidad, una condena de un año y siete meses de prisión más inhabilitación de portación de armas por el doble tiempo de la condena, por la portación ilegal de una carabina sig sauer calíbre 22 que llevaba junto con los bolsos con casi 9 millones de dólares cuando llegó al convento durante la madrugada del 14 de junio de 2016.
El 12 de junio de 2019 fue condenado por el Tribunal Oral Federal Número 1 a seis años de prisión e inhabilitación absoluta perpetua para ejercer cargos públicos. 
Está preso, alojado en el Programa de Protección a Testigos e Imputados, con una condena de seis años de prisión como autor penalmente responsable del delito de enriquecimiento ilícito.
El 2 de septiembre de 2019, el Tribunal Oral Federal 1 dio a conocer los fundamentos del fallo. Según los jueces; Adrián Grunberg, José Antonio Michili y Ricardo Basílico; López declaró que el dinero de los bolsos se lo dio el exsecretario de Cristina Kirchner, Fabián Gutiérrez, José López había recibido la instrucción de cambiar de lugar esos nueve millones de dólares. Gutiérrez lo llamó en nombre de Cristina, recibió los bolsos en su domicilio de la capital y pidió ser un imputado protegido por la Justicia y no volver más al penal de Ezeiza, para el momento de su declaración oral, y tratar de acomodar su situación procesal a causa del peligro que corría su vida.
El 4 e febrero de 2020 el juez Claudio Bonadio falleció habiéndose deteriorado su salud a causa de un tumor cerebral, estuvo a cargo del proceso judicial de López El 5 de julio de 2020 encuentran asesinado y enterrado a Víctor Fabián Gutiérrez, había declarado haber participado en el traslado de valijas supuestamente con dinero pero que nunca certificó, nunca fue parte del Programa Nacional de Protección a Testigos e Imputados
El 14 de junio de 2024, a 8 años del episodio de los bolsos, la banda de punk rock Bolskasha publicó el single "Limosna millonaria".La canción, compuesta por Leonardo Spinosa, describe con sarcasmo lo ocurrido en el convento.

### Caso Grupo Austral
El 12 de septiembre de 2016 se conoció la noticia que José López figura en una lista de 17 personas pertenecientes al Gobierno de Cristina Kirchner llamadas a indagatoria por el Juez federal Julián Ercolini en el marco de la denuncia por asociación ilícita que impulsó la diputada Elisa Carrió en 2008. Esto se da en el marco de un presunto fraude a la administración pública por direccionamiento de las obras en favor del empresario Lázaro Báez.
El 27 de diciembre de 2016 el juez Julián Ercolini procesó por considerarlos prima facie coautores de los delitos de asociación ilícita y administración fraudulenta agravada al empresario Lázaro Báez, a la expresidenta Cristina Fernández de Kirchner y a exfuncionarios de su gobierno, entre los cuales e encuentra José Francisco López. Entre otras consideraciones el juez afirmó que "se trata de un plan delictivo que se extendió a lo largo de tres mandatos presidenciales -durante 12 años- diseñado desde la cúpula del Poder Ejecutivo con objeto de apoderarse ilegítimamente de los fondos asignados a la obra pública vial, en principio, en la provincia de Santa Cruz" cuyo objetivo fue "enriquecer con fondos públicos a través de la adjudicación irregular de obra pública vial al empresario Lázaro Báez".

### Detención
El 14 de junio de 2016, en horas de la madrugada, López fue detenido cuando se encontraba en el interior de un monasterio en posesión de moneda extranjera por un valor de 8.982.000 dólares armado con una carabina marca SIG Sauer calibre 22 con 25 cartuchos y dos pistolas. La detención fue realizada en el monasterio femenino de las Monjas Orantes y Penitentes de Nuestra Señora del Rosario de Fátima, que ocupa un predio situado entre las calles Julio Argentino Roca, Crespo y Mansilla,  de la localidad de General Rodríguez, provincia de Buenos Aires, a unos 50 km al oeste de la ciudad de Buenos Aires, por la policía que acudió ante la denuncia telefónica de un vecino que advirtió movimientos sospechosos del detenido, quien había llegado al lugar en un vehículo Chevrolet Meriva de su propiedad en cuyo interior se halló una valija cerrada en la que una vez abierta se constató que también contenía "fajos de dólares".

### Imputado arrepentido en la causa de los cuadernos sobre supuestos sobornos
El 17 de agosto de 2018 José F. López declaró ante los fiscales Carlos Stornelli y Carlos Rívolo en el marco de la investigación penal llevada adelante por la justicia penal federal desde inicios de 2018 a partir de las anotaciones de ocho cuadernos sobre supuestos sobornos vinculados a la obra pública. López aportó información como imputado arrepentido por lo que fue trasladado de la Cárcel de Ezeiza donde estaba detenido a un domicilio oficial y secreto con custodia permanente conforme al régimen de protección de testigos.